# Łukash
Łukash – polska grupa muzyczna wykonująca muzykę z pogranicza gatunków muzycznych disco polo i dance.

## Historia
Grupa została założona w 2001 roku w Jeleniej Górze, przez Łukasza Harasimowicza – kompozytora muzyki i autora większości tekstów. Zespół debiutował piosenką pt. „Takie są kobiety” będącą przeróbką piosenki pt. „You're A Woman” zespołu Bad Boys Blue. Teledysk do tego utworu był bardzo często prezentowany w programie muzycznym „Disco Polo Live” na antenie telewizji Polsat.  Grupa wydała w październiku 2001 roku debiutancki album zatytułowany Takie są kobiety zawierający oprócz tytułowego, debiutanckiego utworu także takie utwory jak „Tylko Ty”, „Chciałbym Ci powiedzieć”, „Dobrze siebie znamy”. Teledyski piosenek z tego albumu były emitowane na antenie telewizji Polsat w programie Disco Polo Live. Po wydaniu debiutanckiego albumu w tym samym roku zespół rozpoczął swoją trasę koncertową, a skład zespołu obok Łukasza Harasimowicza stanowili wtedy Przemysław Gawryś i Łukasz Dobrowolski. W 2002 roku ukazał się drugi album pt. „Odjazowa muza”, z którego pochodzą oprócz tytułowego nagrania utwory m.in.  „Czy ty wiesz” i „Twoja gra”. Teledyski do piosenek z tego albumu emitowane były na antenie stacji telewizyjnej Polsat 2 w programie „Szczęśliwa 8”. W 2004 roku zespół nagrał album pt. „Prolog”, a brzmienie zespołu uległo zmianie ze stylistyki z gatunku disco polo w kierunku muzyki dance. Album promowały utwory „Jest OK”, „Odgadnij moje sny” i „Gdy jesteś na dnie”. W latach 2004–2006 z zespołem współpracowali trzej muzycy w składzie: Przemysław Gawryś (instrumenty klawiszowe), Jarosław Słobodzian (gitara) i Piotr Wysocki (gitara basowa). Od 2006 roku Łukasz Harasimowicz występuje z towarzyszącą zespołowi grupą taneczną, a producentami muzycznymi jego nagrań są: Tomasz Sidoruk i Janusz Bronakowski. W 2009 roku ukazał się czwarty album pt. Młodzi gniewni. Promował ją singiel z 2007 roku z utworem pt. „Bambina”. Nazwa zespołu była pierwowzorem dla nazwy fikcyjnej postaci Mariusha stworzonej w 2011 roku przez kabaret Limo na potrzeby internetowego filmiku, w której rolę wcielił artysta kabaretowy Szymon Jachimek. Wiosną 2015 roku zespół wystąpił gościnnie w drugim odcinku programu  „Latający Klub II, czyli wieczór kabaretowy” emitowanego na antenie TVP2. Zespół ma na koncie cztery albumy oraz takie utwory jak: „Takie są kobiety” (przeróbka piosenki „You're A Woman” zespołu Bad Boys Blue), „Tylko Ty”, „Chciałbym Ci powiedzieć”, „Dobrze siebie znamy”, „Odjazdowa muza”, „Jest O.K.”, „Gdy jesteś na dnie”, „Czy ty wiesz”, „Hej dziewczynki”, „Bambina”.

## Dyskografia
| Tytuł            | Rok  |
| ---------------- | ---- |
| Takie są kobiety | 2001 |
| Odjazdowa muza   | 2002 |
| Prolog           | 2004 |
| Młodzi gniewni   | 2009 |